# Août 1890

## Événements
- Fondation à Tiflis de la Fédération révolutionnaire arménienne (Dachnak). Au même moment, le Hintchak appelle les nationalistes arméniens d’Istanbul à manifester leur soutien dans les rues de la capitale à la cause des Arméniens d’Anatolie centrale.

- 5 août : convention coloniale entre la France et le Royaume-Uni : l’Angleterre reconnaît à la France ses droits sur Madagascar en échange du protectorat britannique sur Zanzibar et sur le bas Niger.

- 10 août : 
  - Arrivée à Brazzaville de Crampel, qui mène une expédition au Tchad. Il atteint Bangui le 25 septembre, puis marche vers le Dar Kouti. Son expédition est massacrée par le sultan Mohamed-es-Senoussi le 9 avril 1891.
  - Remigio Morales Bermúdez est élu président de la République du Pérou (fin en 1894).
- 11 août Le musée royal des beaux-arts d'Anvers ouvre ses portes

- 18 août : le Soudan français obtient son autonomie par rapport au Sénégal. Kayes, sur le haut Sénégal, est choisie comme capitale jusqu’en 1907.

- 20 août : traité de Londres entre le Royaume-Uni et le Portugal définissant les limites territoriales de l'Angola et du Mozambique.

## Naissances
- 5 août : Naum Gabo, architecte et peintre russe († 23 août 1977).
- 8 août : Zofia Kossak-Szczucka, écrivaine, essayiste et résistante polonaise († 9 avril 1968).
- 10 août : 
  - Béchara el-Khoury, 1er président de la république libanaise.
  - Angus Lewis Macdonald, premier ministre de la Nouvelle-Écosse.
- 11 août :
  - Charles Saumagne (mort le 26 avril 1972), archéologue, avocat et historien français
  - Joan Casanovas (mort le 7 juillet 1942), avocat et homme politique catalaniste
  - Vsevolod Abramovitch (mort le 24 avril 1913), pionnier de l’aviation russe
  - Assunta Viscardi (morte le 9 mars 1947), enseignante italienne
  - Karl Biedermann (mort le 8 avril 1945), commandant de la Heimwehr autrichienne, major de la Wehrmacht allemande puis membre de la Résistance allemande au nazisme
  - Martinus Thomsen (mort le 8 mars 1981), auteur danois, philosophe et mystique

- 12 août : Arthur Wauters, homme politique belge († 13 octobre 1960).
- 15 août : Jacques Ibert, compositeur français († 5 février 1962).
- 20 août : H. P. Lovecraft, écrivain américain († 15 mars 1937).
- 27 août : Man Ray, photographe et peintre († 18 novembre 1976).

## Décès
- 11 août : John Henry Newman, ecclésiastique anglais.
- 30 août : Marianne North, naturaliste et illustratrice botanique anglaise (° 24 octobre 1830).
- 31 août : Louise Lalande, peintre française (° 8 février 1834).